# Manuel Santos Aguilar
Manuel Santos Aguilar (San Miguel de Tucumán; 12 de septiembre de 1969) es un exfutbolista argentino que se desempeñaba como volante, realizó inferiores en San Lorenzo y es muy recordado en Estudiantes de La Plata por haber conseguido el ascenso a Primera División y en Talleres por el título de la Conmebol de 1999. Luego de retirarse en el 2005 se recibió como abogado y actualmente se encuentra ejerciendo.

## Trayectoria

### San Lorenzo
Manuel fue una de las pocas figuras surgidas de inferiores del club en una época de vacas flacas en el tema de sacar "pibes" de la cantera. Su debut se dio en el partido ante Vélez en el que los titulares fueron reservados para la Copa Libertadores, el 2 de octubre de 1988. Empezó luchando el puesto con Claudio Gugnali y Daniel Riquelme y recién adquirió más continuidad en el Apertura 90, donde alternó con Alejandro Montenegro. Fue un lateral con más técnica que marca. Especialmente útil para darle una salida limpia al equipo por su andarivel. Sus buenas condiciones le valieron ser convocado por Carlos Pachamé al plantel que disputó el Mundial Sub-20 en Arabia Saudita 89. No hizo goles en San Lorenzo por torneos de AFA, su único gol se lo convirtió a Newell´s en el 6-0 por la Libertadores 1992.

### Talleres
Llegó a Talleres en 1999 proveniente de Colón de Santa Fe, permaneció en el club hasta mediados del año 2000, llegó para disputar el Torneo Apertura de 1999. Fue parte del plantel que consiguió la Copa Conmebol de 1999.

### Estudiantes
Fue uno de los jugadores más destacados un equipo que quedó en la historia por alcanzar el regreso a primera en tiempo récord.
Era un equipo con responsabilidad que logró marcar la diferencia por la jerarquía de los jugadores. Con el paso de los años uno ve lo realizado por cada jugador del plantel. El compromiso y el hambre de gloria de cada uno de los que estábamos hizo que pensáramos en el desafío de lograr cosas importantes, dice Manuel en una entrevista.

## Clubes
| Club                     | País      | Año         |
| ------------------------ | --------- | ----------- |
| San Lorenzo              | Argentina | 1988 - 1991 |
| All Boys                 | Argentina | 1992 - 1993 |
| Estudiantes              | Argentina | 1994 - 1995 |
| All Boys                 | Argentina | 1995        |
| Estudiantes              | Argentina | 1995 - 1998 |
| Colón                    | Argentina | 1998 - 1999 |
| Talleres                 | Argentina | 1999 - 2000 |
| Estudiantes              | Argentina | 2000 - 2001 |
| Oriente Petrolero        | Bolivia   | 2001 - 2002 |
| Almagro                  | Argentina | 2002 - 2003 |
| Defensores de Cambaceres | Argentina | 2003        |
| Douglas Haig             | Argentina | 2004 - 2005 |

## Palmarés
| Título        | Club                | País      | Año  |
| ------------- | ------------------- | --------- | ---- |
| Copa Conmebol | Talleres de Córdoba | Argentina | 1999 |